# Алисо Куате (Морис)
Алисо Куате (шп. Aliso Cuate) насеље је у Мексику у савезној држави Чивава у општини Морис. Насеље се налази на надморској висини од 969 м.

## Становништво
Према подацима из 2010. године у насељу је живело 9 становника.

### Хронологија
| Година       | 2000       | 2005         | 2010 |
| ------------ | ---------- | ------------ | ---- |
| Становништво | 18 (9 / 9) | 24 (11 / 13) | 9    |

### Попис
| # | Индикатор                     | Вредност |
| - | ----------------------------- | -------- |
| 1 | Укупно домаћинстава           | 6        |
| 2 | Укупно насељених домаћинстава | 2        |
| 3 | Величина локације             | 1        |